# Cantón de Limoges-Ciudad
El cantón de Limoges-Ciudad era una división administrativa francesa, que estaba situada en el departamento de Alto Vienne y la región de Limusín.

## Composición
El cantón estaba formado por una fracción de la comuna que le daba su nombre:
- Limoges (fracción)

## Supresión del cantón de Limoges-Ciudad
En aplicación del Decreto n.º 2014-194 de 20 de febrero de 2014, el cantón de Limoges-Ciudad fue suprimido el 22 de marzo de 2015 y su fracción de comuna pasó a formar parte de los nuevos cantones de Limoges-5, Limoges-6, Limoges-7  y Limoges-8.